# Літні Олімпійські ігри 1976
Літні Олімпійські ігри 1976 або XXI Літні Олімпійські ігри — міжнародне спортивне змагання, яке проходило під егідою Міжнародного олімпійського комітету у місті Монреаль, Канада, з 17 липня по 1 серпня 1976 року.

## Здобутки українських спортсменів
Українські спортсмени брали участь у монреальській Олімпіаді в складі збірної СРСР. Олімпійськими чемпіонами стали:
- Жіноча збірна СРСР з гандболу (11 з 14 гандболісток збірної були з Української РСР): Людмила Бобрусь, Любов Одинокова, Тетяна Глущенко, Галина Захарова, Лариса Карлова, Тетяна Макарець (Кочергіна), Марія Літошенко, Ніна Лобова, Людмила Панчук, Наталія Тимошкіна (Шерстюк), Зінаїда Турчина.
- Чоловіча збірна з гандболу: Валерій Гассій, Михайло Іщенко, Сергій Кушнірюк, Юрій Лагутін, Олександр Рєзанов, Микола Томін.
- Валентина Ковпан — срібна призерка в особистих змаганнях, стрільба з лука
- Климова (Назембло) Наталія — баскетбол
- Олександр Колчинський — греко-римська боротьба (понад 100 кг)
- Петро Король — важка атлетика (легка вага)
- Раїса Курв'якова — баскетбол
- Сергій Нагорний — веслування на байдарці-двійці (1000 м)
- Сергій Новиков — дзюдо (до 70 кг)
- Сергій Петренко — веслування на каное-двійці (500 м і 1000 м)
- Павло Пінігін — боротьба вільна (68 кг)
- Юрій Сєдих — легка атлетика (метання молота)
- Юрій Філатов — веслування на байдарці-четвірці
- Анатолій Чуканов — велоспорт (шосе, командна гонка на 100 км)
- Сергій Чухрай — веслування на байдарці-четвірці
- Гузенко Ольга, Семішева Надія Іванівна, Тараканова Неллі Юріївна, Пересєкіна Олена Антонівна — срібні призерки, академічне веслування[1],[2]
- Василь Юрченко — срібний призер, веслування на каное-одиночці, 1000 метрів.
- Віктор Савченко — бронзовий призер, бокс (до 71 кг)

Збірна СРСР з футболу зайняла третє місце на Іграх. В складі збірної було велике представництво спортсменів з Української РСР. Так, бронзові нагороди Олімпіади виграли українські футболісти: Віктор Звягінцев, Віктор Матвієнко, Стефан Решко, Володимир Трошкін, Михайло Фоменко, Анатолій Коньков, Леонід Буряк, Володимир Веремєєв, Віктор Колотов, Володимир Онищенко, Олег Блохін.

## Учасники
- Австралія  (180)
- Австрія  (60)
- Американські Віргінські Острови  (21)
- Андорра  (3)
- Антигуа і Барбуда  (10)
- Аргентина  (69)
- Багамські Острови  (11)
- Барбадос  (11)
- Беліз  (4)
- Бельгія  (101)
- Бермуди  (16)
- Болгарія  (158)
- Болівія  (4)
- Бразилія  (79)
- Велика Британія  (242)
- Венесуела  (32)
- Гаїті  (13)
- ГаянаNote[›]
- Гватемала  (28)
- Гондурас  (3)
- Гонконг  (25)
- Греція  (36)
- Данія  (66)
- Домініканська Республіка  (10)
- Еквадор  (5)
- Єгипет  (26) WD[›]
- Ізраїль  (26)
- Індія  (26)
- Індонезія  (7)
- Іран  (84)
- Ірландія  (44)
- Ісландія  (13)
- Іспанія  (113)
- Італія  (210)
- Кайманові Острови  (2)
- Камерун  (4) WD[›]
- Канада  (385)  (країна-господарка)
- Колумбія  (35)
- Коста-Рика  (5)
- Кот-д'Івуар  (8)
- Куба  (156)
- Кувейт  (15)
- Ліван  (3)
- Ліхтенштейн  (6)
- Люксембург  (8)
- Малайзія  (23)
- МаліNote[›]
- Марокко  (9) WD[›]
- Мексика  (97)
- Монако  (8)
- Монголія  (32)
- НДР  (267)
- Непал  (1)
- Нідерланди  (108)
- Нідерландські Антильські острови  (4)
- Нікарагуа  (15)
- Нова Зеландія  (80)
- Норвегія  (66)
- Пакистан  (24)
- Панама  (8)
- Папуа Нова Гвінея  (6)
- Парагвай  (4)
- Перу  (13)
- Південна Корея  (50)
- Північна Корея  (38)
- Польща  (207)
- Португалія  (19)
- Пуерто-Рико  (80)
- Румунія  (157)
- Сан-Марино  (10)
- Саудівська Аравія  (14)
- СвазілендNote[›]
- Сенегал  (21)
- Сінгапур  (4)
- СРСР  (410)
- Суринам  (3)
- США  (396)
- Таїланд  (42)
- Тринідад і Тобаго  (13)
- Туніс  (15) WD[›]
- Туреччина  (27)
- Угорщина  (178)
- Уругвай  (9)
- Фіджі  (2)
- Філіппіни  (14)
- Фінляндія  (83)
- Франція  (206)
- ФРН  (290)
- Чехословаччина  (163)
- Чилі  (7)
- Швейцарія  (50)
- Швеція  (116)
- Югославія  (88)
- Ямайка  (20)
- Японія  (213)

^ WD: Спортсмени з Камеруну, Єгипту, Марокко та Тунісу змагалися 18–20 липня, перш ніж ці країни відмовилися від Ігор.
^ Примітка: Спортсмени з Гаяни, Малі та Свазіленду також брали участь у церемонії відкриття, але пізніше приєдналися до бойкоту під проводом Конго та відмовилися від усіх змагань.

## Медальний залік
Топ-10 неофіційного національного медального заліку:
| Місце | Країна   | Золото | Срібло | Бронза | Загалом |
| ----- | -------- | ------ | ------ | ------ | ------- |
| 1     | СРСР     | 49     | 41     | 35     | 125     |
| 2     | НДР      | 40     | 25     | 25     | 90      |
| 3     | США      | 34     | 35     | 25     | 94      |
| 4     | ФРН      | 10     | 12     | 17     | 39      |
| 5     | Японія   | 9      | 6      | 10     | 25      |
| 6     | Польща   | 7      | 6      | 13     | 26      |
| 7     | Болгарія | 6      | 9      | 7      | 22      |
| 8     | Куба     | 6      | 4      | 3      | 13      |
| 9     | Румунія  | 4      | 9      | 14     | 27      |
| 10    | Угорщина | 4      | 5      | 13     | 22      |